# Lough Bane and Lough Glass SAC
Lough Bane and Lough Glass SAC este o arie protejată (sit de importanță comunitară — SCI) din Irlanda întinsă pe o suprafață de 203,42 ha, integral pe uscat.

## Localizare
Centrul sitului Lough Bane and Lough Glass SAC este situat la coordonatele 53°41′18″N 7°10′22″W / 53.68825°N 7.172822°V.

## Înființare
Situl Lough Bane and Lough Glass SAC a fost declarat sit de importanță comunitară în august 1997 pentru a proteja 1 specie de animale.

## Biodiversitate
Situată în ecoregiunea atlantică, aria protejată conține 1 habitat natural: Ape puternic oligomezotrofe cu vegetație bentonică cu Chara spp..
La baza desemnării sitului se află o specie protejată de  nevertebrate: Austropotamobius pallipes.